# Peter Dinklage
Peter Hayden Dinklage (ejtsd: dinklidzs, IPA: ˈdɪŋklɪdʒ) (Morristown, New Jersey, 1969. június 11. –) Golden Globe- és négyszeres 
Primetime Emmy-díjas amerikai színész, producer.
Filmekben, televíziós sorozatokban és színpadi darabokban is rendszeresen szerepel. Miután a 2003-as Az állomásfőnök című filmmel szakmai hírnevet és kritikai elismerést szerzett, olyan filmekben játszott, mint a Mi a manó (2003), a Védd magad! (2006), az Ultrakopó (2007), a Halálos temetés (2007), illetve annak 2010-es feldolgozása, a Haláli temetés és a Narnia Krónikái: Caspian herceg (2008). A Jégkorszak 4. – Vándorló kontinens (2012) című animációs filmben hangját kölcsönözte az egyik szereplőnek. 2014-ben az X-Men: Az eljövendő múlt napjai című filmben kapott szerepet.
2011-től alakította Tyrion Lannistert a HBO Trónok harca című sorozatában. Alakításáért egyéb díjak és jelölések mellett két Emmy-díjat és egy Golden Globe-díjat vihetett haza, a legjobb férfi mellékszereplőnek járó kategóriákban.

## Fiatalkora
New Jerseyben, Morristownban született, 1969. június 11-én, német és ír származású családban. Édesanyja, Diane általános iskolai zenetanár, édesapja, John Carl Dinklage nyugalmazott biztosítási ügynök. Dinklage achondroplasiával született, mely a törpenövés leggyakoribb formája. Mendham Townshipben nevelkedett, majd a Morristown-i Delbarton School befejezése után (1987) a Bennington College hallgatója lett, ahol 1991-ben diplomázott.

## Színészi pályafutása
Első filmes szerepét az 1995-ös Csapnivaló (Living in Oblivion) című művészfilmben kapta, melyben egy törpenövésű színészt alakít, akit frusztrál, hogy mennyire közhelyes szerepet kapott egy készülő filmben. A nagy áttörés 2003-ban érkezett el számára, Az állomásfőnök (The Station Agent) című filmmel, a kritikusok dicsérték alakítását, mely Independent Spirit Awards és Screen Actors Guild-jelöléseket kapott. Ugyanebben az évben Gary Oldman oldalán játszott a Kisördögök (Tiptoes) című filmben. Filmes szereplései mellett Dinklage Off-Broadway produkciókban is számos alkalommal feltűnt. A Mi a manó (Elf) című filmben Dinklage egy gyermekkönyvírót alakít.
2005-ben szerepet kapott a CBS rövid életű sci-fi sorozatában, A küszöbben és szerepelt Michael Showalter Lepattanó – Rabiga előtt (The Baxter) című vígjátékában. 2006-ban Dinklage feltűnt a Védd magad! (Find Me Guilty) című drámában és a Kés/Alatt több epizódjában. A HBO Törtetők című sorozatának egy epizódjában önmagát alakította, és az NBC A stúdió című sorozatában is látható volt. 2007-ben a gonosz Simon Bar Sinistert alakította az Ultrakopó (Underdog) című filmben. Emellett szerepet kapott a Halálos temetés (Death at a Funeral) című 2007-es brit vígjátékban és annak 2010-es amerikai feldolgozásában, a Haláli temetésben.
A filmrendező Andrew Adamson Dinklage-t választotta Trumpkin szerepére a 2008-as Narnia Krónikái: Caspian herceg (Prince Caspian) című filmbe. Ugyanebben az évben a címszereplőt alakította a Ványa bácsi című darabban, melyet felesége, Erica Schmidt rendezett.
Dinklage alakítja Tyrion Lannistert a HBO Trónok harca című sorozatában, mely George R. R. Martin regénysorozata, a A tűz és jég dala alapján készült. Sorozatbeli színészi alakításával nagy sikert ért el, 2011-ben átvehette a legjobb férfi mellékszereplőnek járó Emmy-díjat, 2012-ben pedig Golden Globe-díjat kapott – szintén a legjobb férfi mellékszereplőként. A sorozat második évadja során a színészek közül ő kapta a legmagasabb honoráriumot.
2012-ben Dinklage kölcsönözte Beles kapitány hangját a Jégkorszak 4. – Vándorló kontinens (Ice Age: Continental Drift) című animációs filmben. 2014-ben a színész negatív szerepben tűnik fel az X-Men: Az eljövendő múlt napjai című filmben, Bolivar Trask szerepében. Dinklage és a forgatókönyvíró-rendező Sacha Bervasi évek óta dolgozik együtt egy olyan film elkészítésén, amely a törpenövésű színész, Hervé Villechaize utolsó napjait mutatja be. 1993-ban Villechaize csupán pár nappal azután lett öngyilkos, hogy  Gervasi interjút készített vele. A My Dinner with Hervé című filmben Dinklage a címszereplőt alakítja majd.

## Magánélete
2005-ben vette feleségül Erica Schmidtet, aki színházi rendezőként dolgozik. 2011-ben született meg kislányuk, akiről többen azt hitték, hogy Zelic a neve. Habár ezt Dinklage egy interjúban a pletykákra reagálva megcáfolta, lányuk nevét mai napig nem árulták el. 2017-ben második gyermekük is megszületett, akinek se nevét, se nemét nem hozták nyilvánosságra.
Dinklage törpenövéssel született, családtagjai közül ő az egyetlen, aki ezzel a születési rendellenességgel él együtt. Amikor alacsony, mindössze 135 cm-es testmagasságáról kérdezték egy 2003-as interjúban, Dinklage a következőket nyilatkozta: „Tinédzserként nagyon bosszantott a magasságom, és hagytam, hogy rám telepedjen a dolog. Keserűséget és haragot éreztem miatta, és falakat vontam magam köré. Aztán amint idősebb lettem, rájöttem, hogy muszáj némi humorral kezelni az egészet. Elvégre a magasságom nem az én problémám, hanem másoké”.
2012-ben a The New York Times interjúztatója megkérdezte Dinklage-t, hogy „a kisemberek jogainak szószólójaként” tekint-e önmagára. A színész a következőket válaszolta: „Nem tudom, mit kellene mondanom. Mindenki különböző. Minden velem egyforma testmagasságú személynek más és más élete és története van. Más módokon birkóznak meg ezzel a dologgal. Csak azért, mert én látszólag elfogadtam az állapotomat, nem prédikálhatok arról, mások hogyan béküljenek meg vele. Nem gondolom, hogy már teljesen elfogadtam volna ezt. Vannak napok, amikor nem így érzem.”
Dinklage vegetáriánus, az állatvédő Farm Sanctuary szervezet támogatója, és szóvivőként vett részt a szervezet Walk for Farm Animals elnevezésű rendezvényén. A Face Your Food című rövidfilmben – mely a vegán életmódot népszerűsíti, etikai oldalról megközelítve a témát – Dinklage narrátorként működött közre.

## Filmográfia

### Film
| Év   | Magyar cím                                           | Eredeti cím                                        | Szerep                  | Magyar hang          | Rendező                 |
| ---- | ---------------------------------------------------- | -------------------------------------------------- | ----------------------- | -------------------- | ----------------------- |
| 1995 | Csapnivaló                                           | Living in Oblivion                                 | Tito                    | Katona Zoltán        | Tom DiCillo             |
| 1996 | Önpusztítók                                          | Bullet                                             | épületmenedzser         |                      | Julien Temple           |
| 1998 | Széf fiúk                                            | Safe Men                                           | Leflore                 |                      | John Hamburg            |
| 1999 |                                                      | Pigeonholed                                        | Roy                     |                      | Michael Swanhaus        |
| 2001 |                                                      | Never Again                                        | Harry Appleton          |                      | Eric Schaeffer          |
| 2001 | Libido – Vissza az ösztönökhöz                       | Human Nature                                       | Frank                   | Koncz István         | Michel Gondry           |
| 2002 |                                                      | 13 Moons                                           | Binky                   |                      | Alexandre Rockwell (1.) |
| 2002 | Egy csók és más minden                               | Just a Kiss                                        | Dink                    | Földi Tamás          | Fisher Stevens          |
| 2003 | Az állomásfőnök                                      | The Station Agent                                  | Finbar McBride          | Crespo Rodrigo       | Tom McCarthy            |
| 2003 | Kisördögök                                           | Tiptoes                                            | Maurice                 | Kerekes József       | Matthew Bright          |
| 2003 | Mi a manó                                            | Elf                                                | Miles Finch             | Bolla Róbert         | Jon Favreau             |
| 2004 |                                                      | 89 Seconds in Alcázar (rövidfilm)                  | Mari Barbola            |                      | Eve Sussman             |
| 2004 |                                                      | Jail Bait (rövidfilm)                              | Lindo                   |                      | Ben Sainsbury           |
| 2004 |                                                      | Surviving Eden                                     | Sterno                  |                      | Greg Pritikin           |
| 2005 | Lepattanó – Rabiga előtt                             | The Baxter                                         | Benson Hedges           | Földi Tamás          | Michael Showalter       |
| 2005 |                                                      | Escape Artists                                     | Mr. Duff                |                      | Michael Laurence        |
| 2005 | Lassie                                               | Lassie                                             | Rowlie                  | Kerekes József       | Charles Sturridge       |
| 2005 |                                                      | Fortunes                                           | Mike Kirkwood           |                      | Parker Cross            |
| 2006 |                                                      | The Limbo Room                                     | Dusty Spitz             |                      | Debra Eisenstadt        |
| 2006 | Védd magad!                                          | Find Me Guilty                                     | Ben Klandis             | Háda János           | Sidney Lumet            |
| 2006 |                                                      | Little Fugitive                                    | Sam Norton              |                      | Joanna Lipper           |
| 2006 | Édes kis malackám                                    | Penelope                                           | Lemon                   | Csík Csaba Krisztián | Mark Palansky (1.)      |
| 2007 |                                                      | Ascension Day                                      | Brantly                 |                      | Akosua Busia            |
| 2007 | Halálos temetés                                      | Death at a Funeral                                 | Peter                   | Láng Balázs          | Frank Oz                |
| 2007 | Ultrakopó                                            | Underdog                                           | Dr. Simon Barsinister   | Maros Gábor          | Frederik Du Chau        |
| 2008 | Narnia Krónikái: Caspian herceg                      | The Chronicles of Narnia: Prince Caspian           | Trumpkin                | Király Attila        | Andrew Adamson          |
| 2009 |                                                      | Saint John of Las Vegas                            | Mr. Townsend            |                      | Hue Rhodes              |
| 2010 | Haláli temetés                                       | Death at a Funeral                                 | Frank Lovett            | Epres Attila         | Neil LaBute             |
| 2010 |                                                      | I Love You Too                                     | Charlie                 |                      | Daina Reid              |
| 2010 |                                                      | The Last Rites of Ransom Pride                     | Törpe                   |                      | Tiller Russell          |
| 2010 |                                                      | Pete Smalls Is Dead                                | K.C. Munk               |                      | Alexandre Rockwell (2.) |
| 2011 | Egy kis Mennyország                                  | A Little Bit of Heaven                             | Vinnie                  | Láng Balázs          | Nicole Kassell          |
| 2012 | Jégkorszak 4. – Vándorló kontinens                   | Ice Age: Continental Drift                         | Beles kapitány (hangja) | Schneider Zoltán     | Steve Martino           |
| 2012 | Jégkorszak 4. – Vándorló kontinens                   | Ice Age: Continental Drift                         | Beles kapitány (hangja) | Schneider Zoltán     | Mike Thurmeier          |
| 2013 | A te eseted                                          | A Case of You                                      | Gerard                  | Szokol Péter         | Kat Coiro               |
| 2013 |                                                      | The Knights of Badassdom                           | Hung                    |                      | Joe Lynch               |
| 2014 | A lentnél is lejjebb                                 | Low Down                                           | Alain                   | Rosta Sándor         | Jeff Preiss             |
| 2014 | X-Men: Az eljövendő múlt napjai                      | X-Men: Days of Future Past                         | Bolivar Trask           | Rosta Sándor         | Bryan Singer            |
| 2014 | Brooklyn legmérgesebb embere                         | The Angriest Man in Brooklyn                       | Aaron Altmann           | Kőszegi Ákos         | Phil Alden Robinson     |
| 2015 |                                                      | Taxi                                               | Marc                    |                      | Kerstin Ahlrichs        |
| 2015 | Pixel                                                | Pixels                                             | Eddie Plant             | Láng Balázs          | Chris Columbus          |
| 2016 | A főnök                                              | The Boss                                           | Renault                 | Láng Balázs          | Ben Falcone             |
| 2016 | Angry Birds – A film                                 | The Angry Birds Movie                              | Büszke Sas (hangja)     | Láng Balázs          | Clay Kaytis             |
| 2016 | Angry Birds – A film                                 | The Angry Birds Movie                              | Büszke Sas (hangja)     | Láng Balázs          | Fergal Reilly           |
| 2017 |                                                      | Rememory                                           | Sam Bloom               |                      | Mark Palansky (2.)      |
| 2017 |                                                      | La Vida Nuestra (rövidfilm)                        | Chad Johnson            |                      | Raúl Arévalo            |
| 2017 | Három óriásplakát Ebbing határában                   | Three Billboards Outside Ebbing, Missouri          | James                   | Láng Balázs          | Martin McDonagh         |
| 2017 | A három Krisztus                                     | Three Christs                                      | Joseph                  | Láng Balázs          | Jon Avnet               |
| 2018 |                                                      | I Think We're Alone Now                            | Del                     |                      | Reed Morano             |
| 2018 | Bosszúállók: Végtelen háború                         | Avengers: Infinity War                             | Eitri, a törpekirály    | Epres Attila         | Joe és Anthony Russo    |
| 2019 | Angry Birds 2. – A film                              | The Angry Birds Movie 2                            | Büszke Sas (hangja)     | Láng Balázs          | Thurop Van Orman        |
| 2019 | Két páfrány között – A film                          | Between Two Ferns: The Movie                       | önmaga (cameoszerep)    |                      | Scott Aukerman          |
| 2020 | Fontos vagy nekem                                    | I Care a Lot                                       | Roman Lynov             | Láng Balázs          | J Blakeson              |
| 2020 | Croodék: Egy új kor                                  | The Croods: A New Age                              | Phil Betterman (hangja) | Király Attila        | Joel Crawford           |
| 2021 | Cyrano                                               | Cyrano                                             | Cyrano de Bergerac      | Széles Tamás         | Joe Wright              |
| 2022 | Álmom egy otthon                                     | American Dreamer                                   | Dr. Phil Loder          | Láng Balázs          | Paul Dektor             |
| 2023 | Eljött hozzám                                        | She Came to Me                                     | Steven Lauddem          | Láng Balázs          | Rebecca Miller          |
| 2023 | Transformers: A fenevadak kora                       | Transformers: Rise of the Beasts                   | Ostor (hangja)          | Ifj. Jászai László   | Steven Caple Jr.        |
| 2023 |                                                      | The Toxic Avenger                                  | Winston Gooze           |                      | Macon Blair             |
| 2023 | Az éhezők viadala: Énekesmadarak és kígyók balladája | The Hunger Games: The Ballad of Songbirds & Snakes | Casca Highbottom        | Pál András           | Francis Lawrence        |
| 2024 | Cukormáz nélkül                                      | Unfrosted                                          | Steven Lauddem          | Láng Balázs          | Jerry Seinfeld          |
| 2024 |                                                      | The Thicket                                        | Reginald Jones          |                      | Elliott Lester          |
| 2024 | Balhés ikrek                                         | Brothers                                           | Jady Munger             |                      | Max Barbakow            |
| 2024 | Wicked                                               | Wicked                                             | Doktor Dillamond        | Ifj. Fillár István   | Jon M. Chu              |

### Televízió
| Év        | Magyar cím                   | Eredeti cím                                      | Szerep                               | Megjegyzések                                                |
| --------- | ---------------------------- | ------------------------------------------------ | ------------------------------------ | ----------------------------------------------------------- |
| 2001      | Oz                           | Oz                                               | gyilkosság áldozata                  | 1 epizód                                                    |
| 2001      |                              | The $treet                                       | kisember                             | 1 epizód                                                    |
| 2002      | Harmadik műszak              | Third Watch                                      | drogdíler                            | 1 epizód                                                    |
| 2004      |                              | I'm with Her                                     | Elliot Rosen                         | 3 epizód                                                    |
| 2004–2006 |                              | P.O.V.                                           | narrátor                             | dokumentumfilm (2 epizód)                                   |
| 2005      |                              | Life As We Know It                               | Dr. Belber                           | 2 epizód                                                    |
| 2005      | Törtetők                     | Entourage                                        | önmaga                               | 1 epizód                                                    |
| 2005      |                              | Testing Bob                                      | Robinson „Bob” Hart                  | próbaepizód                                                 |
| 2005      |                              | Celebrity Poker Showdown                         | önmaga                               | 1 epizód                                                    |
| 2005–2006 | A küszöb                     | Threshold                                        | Arthur Ramsey                        | 13 epizód                                                   |
| 2006      |                              | Ultra                                            | N/A                                  | CBS próbaepizód                                             |
| 2006      | Kés/Alatt                    | Nip/Tuck                                         | Marlowe Sawyer                       | - 7 epizód - magyar hangja:[forrás?] - Elek Ferenc          |
| 2009      | A stúdió                     | 30 Rock                                          | Stewart                              | 1 epizód                                                    |
| 2011–2019 | Trónok harca                 | Game of Thrones                                  | Tyrion Lannister                     | - főszereplő (67 epizód) - magyar hangja: - Láng Balázs     |
| 2013–2016 | Saturday Night Live          | Saturday Night Live                              | Peter Drunklage / önmaga (házigazda) | 2 epizód                                                    |
| 2013      | Szezám utca                  | Sesame Street                                    | Simon                                | 1 epizód                                                    |
| 2014      | Family Guy                   | Family Guy                                       | Mr. Stone (hangja)                   | 1 epizód                                                    |
| 2017      |                              | The David S. Pumpkins Animated Halloween Special | narrátor / felnőtt Kevin (hangja)    | különkiadás                                                 |
| 2018      | Hervé vacsorára              | My Dinner with Hervé                             | Hervé Villechaize                    | - tévéfilm (vezető producer) - magyar hangja: - Láng Balázs |
| 2021      | Hogyan váljunk zsarnokká     | How to Become a Tyrant                           | narrátor (hangja)                    | - 6 epizód - vezető producer                                |
| 2022      | Rick és Morty                | Rick and Morty                                   | Chans (hangja)                       | 1 epizód                                                    |
| 2023      | Hogyan váljunk szektavezérré | How to Become a Cult Leader                      | narrátor (hangja)                    | - 6 epizód - vezető producer                                |
| 2023      | Hogyan váljunk maffiafőnökké | How to Become a Mob Boss                         | narrátor (hangja)                    | - 6 epizód - vezető producer                                |
| 2025      | Dexter: Feltámadás           | Dexter: Resurrection                             | Leon Prater                          | állandó szereplő                                            |

### Videójátékok
| Év        | Cím                                       | Szerep           |
| --------- | ----------------------------------------- | ---------------- |
| 2012      | Ice Age: Continental Drift – Arctic Games | Beles kapitány   |
| 2014      | Destiny                                   | Ghost            |
| 2014–2015 | Game of Thrones                           | Tyrion Lannister |

## Díjak és jelölések
Az állomásfőnök (2003)

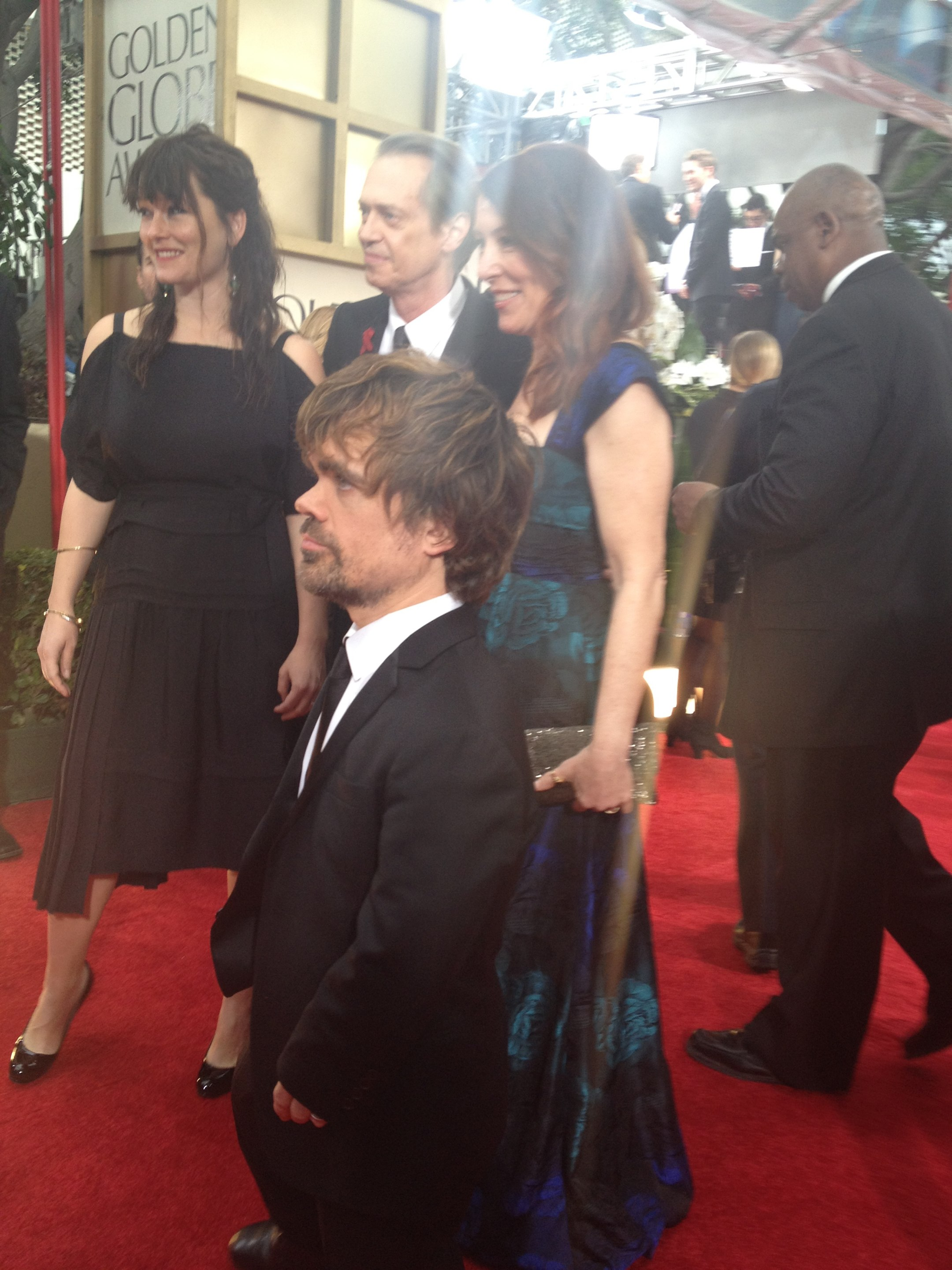
Dinklage a 69. Golden Globe-díjátadón, 2012

- Elnyert – Chlotrudis Award, legjobb szereposztás
- Elnyert – Ourense Independent Film Festival Award, legjobb színész
- Elnyert – Satellite Award kiemelkedő tehetségért
- Jelölés – Chicago Film Critics Association Award, a legígéretesebb előadóművész
- Jelölés – Chlotrudis Award, legjobb színész
- Jelölés – Independent Spirit Award, legjobb férfi főszereplő
- Jelölés – Online Film Critics Society Award, legjobb áttörést hozó filmes alakítás
- Jelölés – Phoenix Film Critics Society Award, legjobb áttörést hozó alakítás filmvásznon
- Jelölés – Phoenix Film Critics Society Award, legjobb szereposztás
- Jelölés – Screen Actors Guild-díj, legjobb férfi főszereplő
- Jelölés – Screen Actors Guild-díj, Legjobb szereplőgárda (mozifilm)

Trónok harca (2011–)
- Elnyert – Emmy-díj a legjobb férfi mellékszereplőnek (drámai tévésorozat)[14]
- Elnyert – Golden Globe-díj a legjobb férfi mellékszereplőnek (televíziós sorozat, televíziós minisorozat vagy tévéfilm)
- Elnyert – Satellite Award – Legjobb férfi mellékszereplő sorozatban, minisorozatban vagy televíziós filmben (Ryan Hursttal megosztva)
- Elnyert – Scream Award a legjobb férfi mellékszereplőnek
- Jelölés – Scream Award, legjobb csapat
- Jelölés – Screen Actors Guild-díj, Legjobb szereplőgárda (drámasorozat)
- Jelölés – Emmy-díj a legjobb férfi mellékszereplőnek (drámai tévésorozat)[14]
- Jelölés – Television Critics Association Award, egyéni drámai teljesítmény (2011, 2012)
- Jelölés – Satellite Award a legjobb férfi mellékszereplőnek – sorozat, minisorozat vagy televíziós film

Cyrano (2022)
- Jelölés – Golden Globe-díj a legjobb férfi főszereplőnek – zenés film vagy vígjáték

## Fordítás
- Ez a szócikk részben vagy egészben  a   Peter Dinklage című angol Wikipédia-szócikk fordításán alapul.  Az eredeti cikk szerkesztőit annak laptörténete sorolja fel. Ez a jelzés csupán a megfogalmazás eredetét és a szerzői jogokat jelzi, nem szolgál a cikkben szereplő információk forrásmegjelöléseként.